# Эрол, Метин
Метин Эрол (тур. Metin Erol; 24 января 1987 года, Измит) — турецкий футболист, играющий на позиции вратаря. Ныне выступает за турецкий клуб «Дюзскеспор».

## Клубная карьера
Метин Эрол начинал свою карьеру футболиста в клубе «Коджаэлиспор». 24 мая 2009 года он дебютировал на турецкой Суперлиге, выйдя в основном составе в домашней игре с командой «Истанбул Башакшехир». В сезоне 2009/10 Метин Эрол уже был основным вратарём «Коджаэлиспора», но который выступал уже в Первой лиге.
Затем голкипер защищал ворота ряда клубов Первой и Второй лиг. С сентября 2020 года Метин Эрол представляет команду Первой лиги «Тузласпор», где играет роль резервного вратаря.